# Сесілія Сіґанер-Альбеніс
Сесілія Марія Сара Ісабель Сіґанер, згодом Сіганер-Альбеніс, фр. Cecilia María Sara Isabel Ciganer-Albéniz, в першому шлюбі Мартен, фр. Martin, у другому Саркозі, фр. Sarkozy, в третьому Аттіас, фр. Attias (народилася 12 листопада 1957, Булонь-Біянкур) — французька модель. З травня по жовтень 2007 перша леді Французької республіки, друга дружина президента республіки Ніколя Саркозі, була одружена з ним з 1996 по 2007 рік.

## Сім'я
Батьки Сесілії Сіганер одружилися через 10 днів після знайомства. Батько — з Бессарабії Арон Циганер, народився у єврейській родині в Бєльцях, після еміграції до Франції став хутровиком. Мати Сесілії (на 21 рік молодша за свого чоловіка) — Тересіта «Діана» Альбенис де сверт, дід по матері — іспанський дипломат і представник ООН у Франції (в молодості футболіст мадридського «Реала») Альфонсо Альбенис Хордан, прадід — іспанський композитор Ісаак Альбеніс- і-Паскуаль . Бабка по матері нідерландського походження.
У Сесілії три старших брата: Патрік працює в НАСА, Крістіан є фінансовим консультантом, Іван-Антуан займається комерційними зв'язками Франції з Перу . Патрік носить, як і батько, тільки прізвище Сіганер, а Крістіан, Іван-Антуан і Сесілія — подвійну Сіганер-Альбеніс, з 1979 року.

## Ранні роки
У дитинстві Сесілія страждала від хвороби серця, яка уповільнює її зростання. У віці 13 років вона пройшла операцію на відкритому серці і потім досягла досить високого для жінки зростання (178 см). Сесілія вище Ніколя Саркозі на 12 см .
Займалася грою на фортепіано, отримавши перший приз в Паризькій консерваторії. Навчалася в релігійній школі «любекське сестер», після 13 років навчання отримала бакалаврат. Потім вивчала право в Університеті Париж II, а потім стала помічником сенатора Рене Тузі, друга одного зі своїх братів.

## Шлюби і діти
10 серпня 1984 року Сесілія, будучи вагітною на останньому місяці (за 12 днів до пологів старшої дочки Жюдит), вийшла заміж за телеведучого Жака Мартена, який старший за неї на 24 роки. Церемонією керував мер міста Нейї-сюр-Сен Ніколя Саркозі . Від шлюбу з Мартеном у неї дві дочки, Жюдит і Жанна-Марі (народилася 8 червня 1987).
Під час церемонії мер Саркозі (який на той час був одружений) закохався в наречену і наступні чотири роки до неї залицявся. У 1988 році вона пішла від Мартена до Саркозі, домоглася розлучення в 1989, але розлучення самого Саркозі довелося чекати до 1996 року, після чого вони негайно одружилися, 23 жовтня, в тій же мерії; під час укладення другого свого шлюбу Сесілія теж чекала дитину. 28 квітня 1997 народився син Ніколя і Сесілії, який отримав ім'я Луї.
У 2005 році, коли Саркозі був міністром внутрішніх справ, у Сесілії був великий скандал через роман з журналістом Рішаром Аттіасом (згодом третім її чоловіком); після зради дружини міністр і сам завів собі коханку, розлучення вважався вирішеним справою, але в наступному році Сесілія і Ніколя, принаймні зовні, примирилися. Из очерка М. Леско в журнале «Крестьянка»:
У 2005 році Сесілія бере участь в організації з'їзду «Союзу за народний рух» в Бурже, на якому Саркозі повинен стати лідером партії. Саме тут починається сюжет, який протягом двох років буде тримати в напрузі всю Францію (та й не тільки її), — Сесілія знайомиться з Рішаром Аттіасом. Він піарник агентства  Publicis, точніше, евентмейкер. Саме він був беззмінним організатором  Давоського форуму. Марокканський єврей, який постійно проживає в Швейцарії, він по духу громадянин світу. Скромний, компетентний, приємний і уважний. Аттіас на кілька років її молодше, володіє дуже широким колом знайомств, ходить без краватки, дарує їй квіти. Це такий контраст з «перегрітою» Саркозі, який цілком і повністю зайнятий партійними справами. До того ж, Сесілія відчуває себе в партійному середовищі набагато скуті, ніж в міністерській. Політичний світ здається їй більш жорстким і задушливим, та й ставляться до неї значно гірше — там своя ієрархія.
Аттіас красиво доглядає, вона їде до нього в Нью-Йорк. Саркозі нервує. Навіть її недоброзичливці визнають, що «з нею він був якось спокійніше». Сесілія часто відсутня, назріває розрив — Саркозі, проте, теж не простоює. Всі знають, що у нього нова подруга — політичний оглядач газети «Фігаро» Анн Фюльда. Вони весь час разом. Їдуть до Венеції, ходять по магазинах. Він знайомить її зі своїми друзями, з Мартеном Буіг і його дружиною Мелісою, яка вигукує: «Я рада за Ніколя! Чарівна жінка!», І додає: «Це вам не вічне похмура Сесілія». Але у Сесілії всюди свої люди, їй тут же все переказують. Коли Сесілія повернеться, вона пригадає це Мелісса: на вечерю в Fouquet's після перемоги Саркозі на президентських виборах Буіг буде запрошений один — без дружини.
Сесілія ніяк не може ні на що зважитися. То вони купують з Аттіасом квартиру, то вона летить в Париж до сина. Така ситуація триватиме кілька місяців. Не за горами президентські вибори. Саркозі замовляє соціологічне дослідження — хоче з'ясувати, чи не вплине його нинішній статус самотнього чоловіка на думку виборців. З'ясовується, що не повинен вплинути.
Сесілія з'являється все рідше і рідше. З чуток, Аттіас готовий з нею одружитися. Подейкують про розлучення. Готується до друку книга про Сесілії, де в останньому розділі вона «вибирає свободу» і остаточно йде від чоловіка. Сесілія згодна з публікацією, вона ознайомлена з текстом, але в останній момент раптом влаштовує скандал, каже, що вона ще нічого не вирішила. Саркозі викликає видавця до себе в кабінет — книга в цьому варіанті так і не побачила світ.
Новий, 2006 год Саркозі зустрічає з Анн Фюльда на острові Маврикій. Але 2 січня — раптовий поворот. Сесілія з дітьми повертається з Нью-Йорка, він їде їх зустрічати. Вона повертається тому, що вона «потрібна Ніколя». Всі ці перипетії широко висвітлюються в пресі. Саркозі публічно пояснюється дружині в коханні.
Сесілія допомагає чоловікові готуватися до президентських виборів. Тепер Саркозі в міністерстві економіки. Вона знову його радник і помічниця, але її зовсім не видно. З Аттіасом начебто все скінчено, і у нього тут же трапився роман з досить відомої французької актрисою  Матільдою Мей.

## Політична роль
За деякими даними, в період міністерства Саркозі Сесілія мала кабінет в міністерстві і у свій час вважалася його технічним радником.
Спорадично з'являлася на публіці з чоловіком під час виборчої кампанії 2007, голосувала в першому турі разом з ним, але на другому чи не з'явилася (є дані, що не голосувала і взагалі).
16 травня була присутня з дітьми на інавгурації чоловіка, ставши першою леді Франції і змінивши Бернадетт Ширак . Піддавалася критиці преси та лівих політиків за використання кредитної картки Єлисейського палацу , після чого здала її.
У липні 2007 року Сесілія Саркозі відвідала Лівію і активно брала участь в переговорах з Муаммаром Каддафі, після яких були звільнені болгарські медсестри, що звинувачувалися в зараженні лівійських дітей СНІДом, просиділи 8 років в лівійських в'язницях і навіть засуджені до смертної кари. На президентському літаку Французької республіки медсестри були доставлені в Болгарію, після чого державний візит до Лівії почав і чоловік Сесілії. Втручання подружжя Саркозі в ця справа викликала критику як у Франції, так і в інших країнах ЄС .
Розглядалася можливість того, що перша леді стане неофіційним представником французького МЗС.

## Розлучення і третій шлюб
17 жовтня 2007 року у французькій пресі з'явилися чутки, згідно з якими Сесілія і Ніколя подали 15 жовтня в суд документи про розлучення. На другий день було офіційно підтверджено, що розлучення з обопільної згоди вже відбувся, а син Луї залишиться з матір'ю.
Після розлучення Сесілія продовжувала підтримувати відносини з Рішаром Аттіасом і 23 березня 2008 р вийшла за нього заміж в Нью-Йорку .